# Masamitsu Ichiguchi
Masamitsu Ichiguchi (jap. 市口政光 Ichiguchi Masamitsu; ur. 12 stycznia 1940 w prefekturze Osaka) – japoński zapaśnik. Największe sukcesy osiągał startując w stylu klasycznym, w wadze koguciej (do 57 kg).
Na Igrzyskach Olimpijskich w Tokio w 1964 zdobył złoty medal, cztery lata wcześniej w Rzymie zajął siódme miejsce. Do jego osiągnięć należy także zdobycie tytułu mistrza świata (Toledo, Stany Zjednoczone 1962). Ma w swoim dorobku również złoty medal Igrzysk Azjatyckich (Dżakarta 1962).